# ろくでなし野郎
『ろくでなし野郎』（ろくでなしやろう）は、1961年5月13日に公開された日活制作マカロニウエスタン調の無国籍アクション映画で、監督は松尾昭典。赤木圭一郎の急死により、急遽主演俳優へと格上げされていた二谷英明が主演を務めた。
無法地帯化した街にイタリア帰りを自称する神父姿の男が現れ、悪を撃退する作品である。

## 配役
- 二谷英明 : 佐伯権太郎
- 芦川いづみ : 黒田マキ
- 長門裕之 : 鶴木圭吾
- 郷えい治 : 鉄
- 南風洋子 : 淳子
- 山田禅二 : 井上喜市
- 初井言栄 : マサ
- 森塚敏 : 黒田正一
- 市村博 : サボテン
- 宮田秀明 : サブ
- 河合健二 : 橋本
- 河上信夫 : 理髪店主伝吉
- 今村弘 : ボラチョンのボーイ
- 久遠利三 : ボラチョンのバーテン
- 野村隆 : 若い警官
- 井東柳晴 : 留置場の老人
- 阪井幸一朗 : 留置場土地の農
- 中原早苗 : 井上夏枝
- 安部徹 : 軍司剛平
- 芦田伸介 : 倉本

## スタッフ
- 監督 ： 松尾昭典
- 脚本 ： 星川清司
- 企画 ： 山本武
- 音楽 ： 鏑木創
- 美術 :  中村公彦
- 編集 :  井上親弥
- 原案 : 野口泰彦
- 撮影 :  山崎善弘